# Ekali (Attica)
Ekali (in greco Εκάλη?) è una ex comunità della Grecia nella periferia dell'Attica (unità periferica di Atene Settentrionale) con 5 190 abitanti secondo i dati del censimento 2001.
È stata soppressa a seguito della riforma amministrativa, detta Programma Callicrate, in vigore dal gennaio 2011 ed è ora compresa nel comune di Kifisià.